# Sanctuaire Notre-Dame du Bernet en Dému
Notre-Dame du Bernet en Dému est le plus ancien sanctuaire marial de Gascogne après Notre-Dame de Bouit. La dévotion est très ancienne, remontant au moins au XIe siècle.

## Description
Ce sanctuaire était le siège de la paroisse de Dému. Son nom vient d’un marécage planté d’aulnes, (en gascon "ber" qui a donné « BERNET »). Il y eut une statue primitive en bois remplacée par une statue de pierre. Les révolutionnaires de 1793 écrasèrent cette dernière. Le pèlerinage fut relevé vers le milieu du XIXe siècle et une modeste statue a pris la place de l’ancienne.
Ce lieu se réfère à une apparition de la Vierge qui fait jaillir une source réputée miraculeuse, vers l’an mil. Depuis le XVe siècle, les pèlerins vénèrent ce sanctuaire. Il y a une légende d’une apparition de la Vierge à une jeune maman peinée de ne pouvoir allaiter son enfant. Une source abondante coule toujours aux pieds de la Vierge, source très aimée des fidèles. Des jeunes mamans viennent y puiser l’eau.
Ce sanctuaire de la Vierge est à quelques centaines de mètres de Dému, village situé sur la N. 124, entre Vic-Fezensac et Nogaro.
Le pèlerinage a retrouvé ses succès le lundi de Pentecôte.
Les Carmes avaient une statue de la Vierge de Demu dans leur cellule.
« Tous les éléments susceptibles de faire naître la jolie légende de la Vierge au buisson s’y trouvaient rassemblés à la fin du Moyen Âge, en cette période qui est peut-être la plus mystique de l'histoire du village : l'eau fraîche et intarissable (rare en Armagnac), les arbres, le bétail et les bergers, la statue de la Vierge » (Texte de 1956[précision nécessaire])

## Église Notre-Dame du Bernet
La construction de l'église date du XIe siècle.
L'église fut érigée en prieuré en 1645.
Après la Révolution, l'église a été restaurée et agrandie.

### Galerie

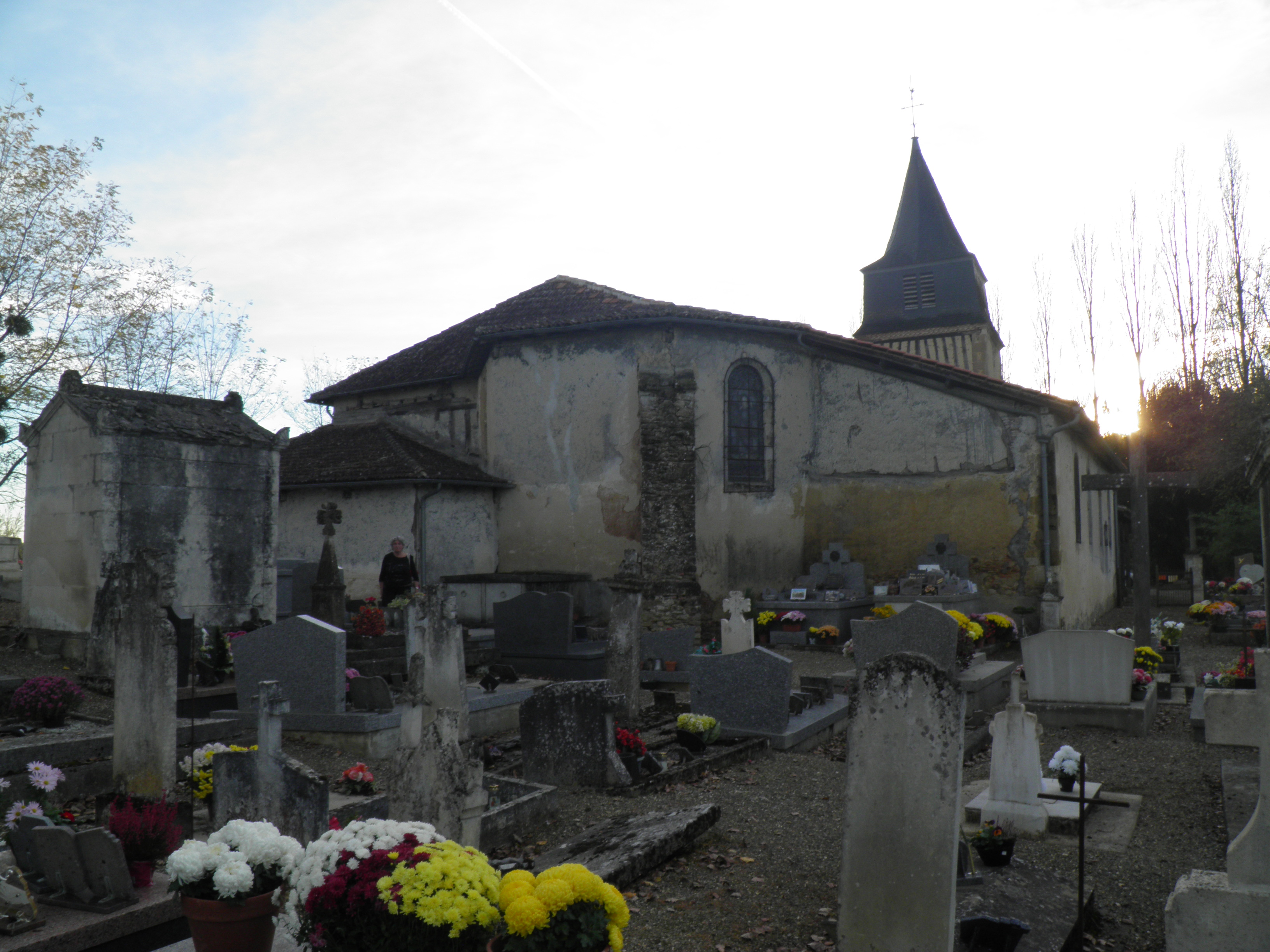
Le chevet de l'église.
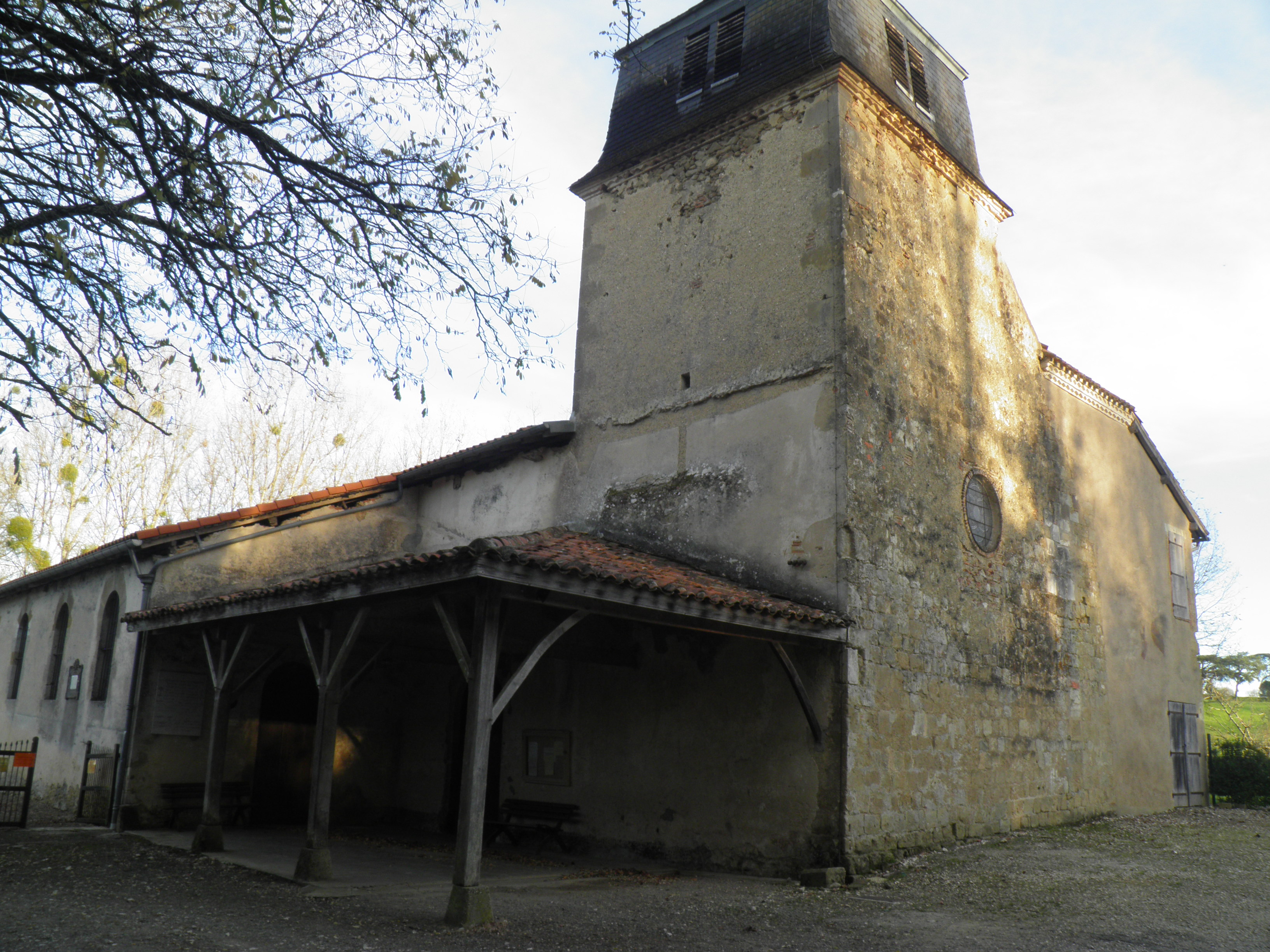
Le porche.
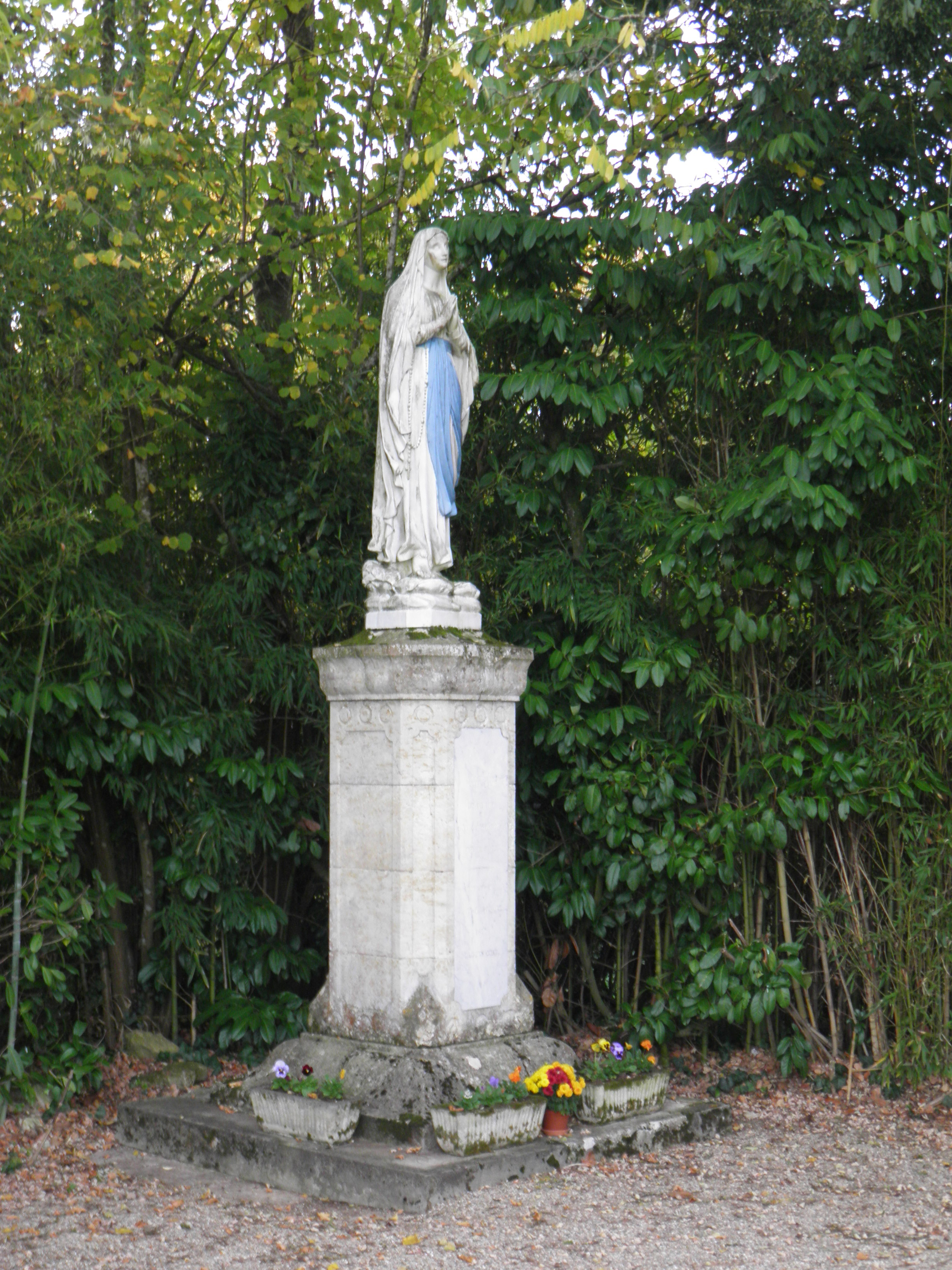
Statue de Notre-Dame de Lourdes.
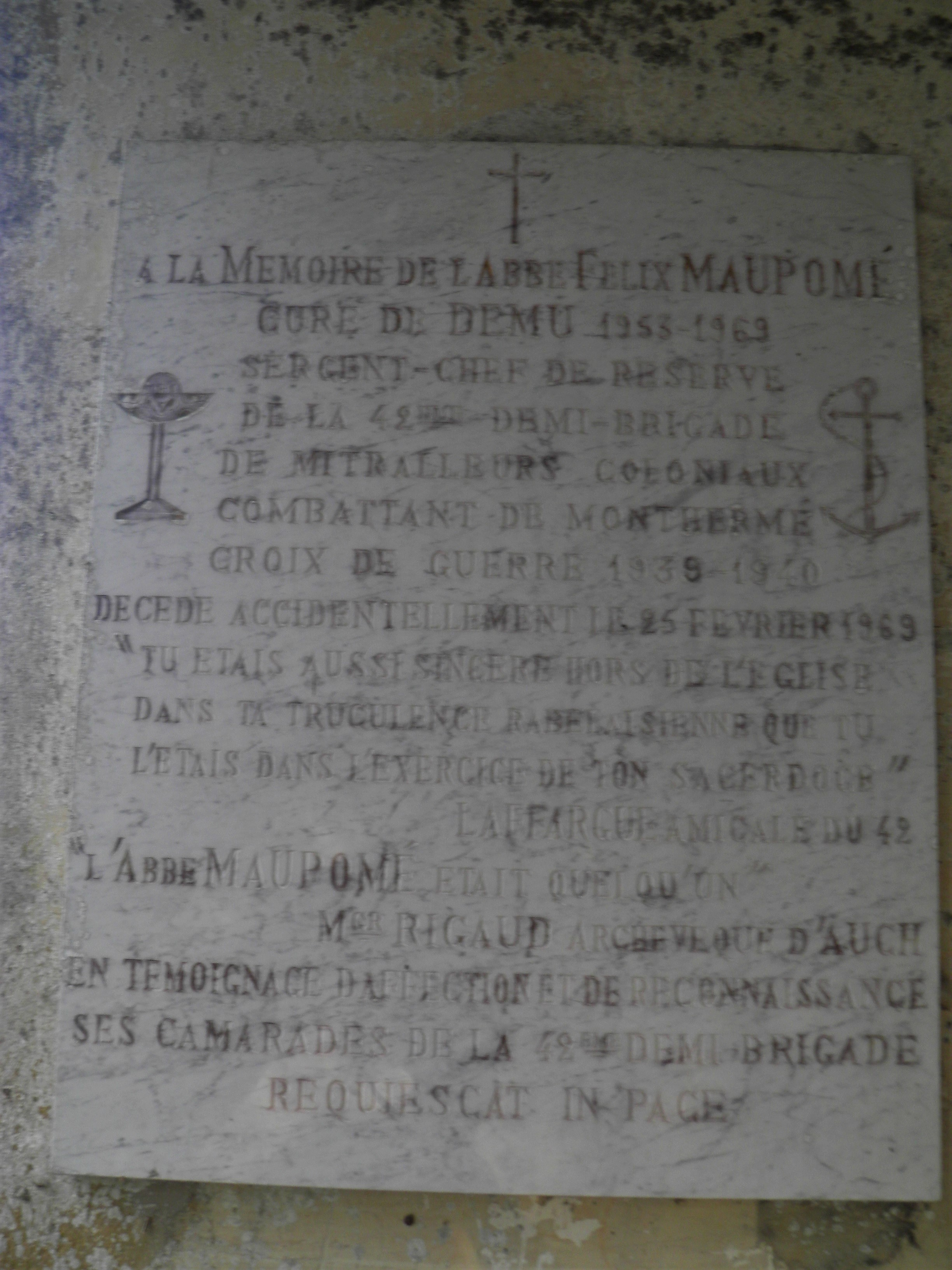
Plaque mémoire à l'abbé Maupomé.
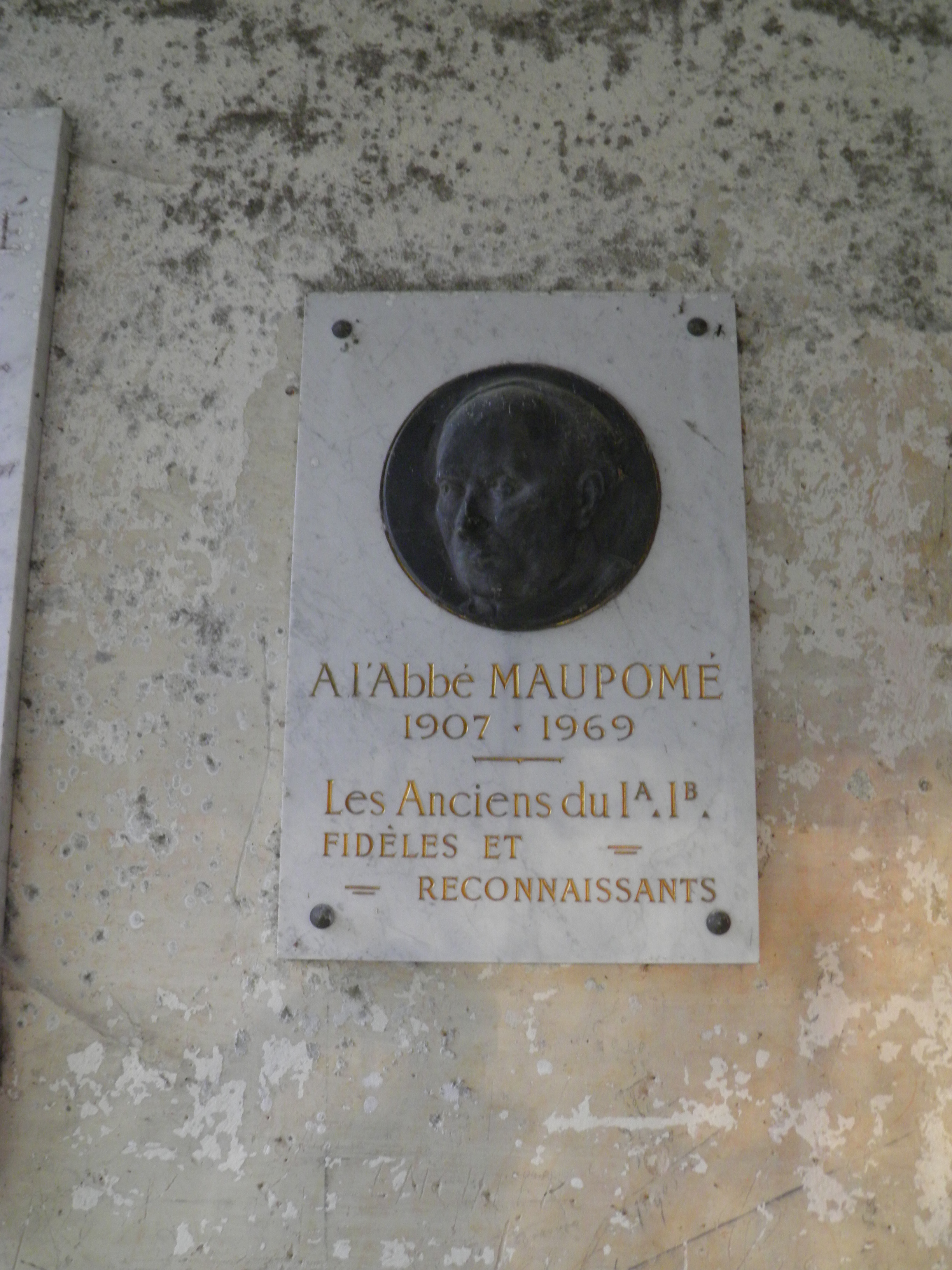
Plaque mémoire à l'abbé Maupomé.